# La signora di Challant
La signora di Challant è un dramma di Giuseppe Giacosa. Venne rappresentato per la prima volta al Teatro Carignano di Torino il 14 ottobre 1891, dalla compagnia "Duse".
La prima rappresentazione, in cui la parte della protagonista fu interpretata da Eleonora Duse, ebbe un esito contrastato, complessivamente inferiore alle aspettative. Il dramma fu ritenuto da una parte del pubblico troppo brutale, e qualcuno avrebbe preferito una versione in versi, ritenendola più adatta all'argomento storico. Le discussioni sul dramma erano nate già nei giorni precedenti, dopo che il Giacosa stesso ne aveva dato lettura al Teatro Alfieri.

## Trama
L'azione si svolge nel 1527, parte a Pavia, parte a Milano.

### Atto primo
Si sta svolgendo una festa presso il convento di San Giacomo a Pavia. Il conte di Gaiazzo alcuni mesi prima ha salvato una misteriosa donna mascherata, molestata da un gruppo di soldati svizzeri. Lei gli ha inviato un medaglione d'oro per riconoscenza e Gaiazzo si recato alla festa in cerca dell'orafo che l'ha realizzato e scoprire chi glielo ha commissionato.
Un gruppo di nobildonne milanesi, a Pavia per la festa, intuisce dal racconto di Gaiazzo che la donna è la Bianca, contessa di Challant l'amante del geloso Ardizzino Valperga. A Pavia si trova anche il frate domenicano Matteo Bandello, incaricato dal conte Renato, secondo marito di Bianca, rimasta vedova giovanissima, di cercare di riaccomodare il rapporto con la moglie.
Quando tutti, anche Bianca e Ardizzino, si ritrovano in una vicina osteria, anche Gaiazzo capisce che Bianca è la donna di cui è in cerca. Bandello fa a Bianca la proposta di riconciliazione da parte del marito, ma lei rifiuta. Giunge anche Don Pedro di Cardona, un ufficiale spagnolo che desidera vedere Bianca, attratto dalla sua bellezza. Ardizzino aveva offerto ospitalità a Gaiazzo, ma avendo intuito che quest'ultimo corteggia Bianca ritira l'invito, mandandogli una lettera ingiuriosa. Bianca, stanca del rapporto con Ardizzino, accetta di farsi accompagnare a Pavia da Gaiazzo.

### Atto secondo
Gaiazzo e Bianca trascorrono la notte insieme, poi Gaiazzo deve partire per Milano, dove comanda una compagnia di soldati. Bianca è colta dal rimorso di essersi concessa a Gaiazzo, al quale aveva persino fatto promettere di uccidere Ardizzino. Ora desidera invece la morte di Gaiazzo, e cerca di ottenerla dallo stesso Ardizzino, facendogli credere che Gaiazzo l'ha presa con la forza. Ardizzino le giura che ucciderà il rivale, e parte alla sua ricerca.

### Atto terzo
A Milano, nel giardino di donna Ippolita Sforza Bentivoglia, si sta approntando un teatrino per una rappresentazione privata, scritta dal Bandello. Tra i presenti vi è anche Gaiazzo, che apprende che tra gli ospiti vi saranno anche Bianca e Ardizzino.
Conoscendo la perfidia di Bianca, Gaiazzo è certo che Ardizzino cercherà di ucciderlo a tradimento. Consigliato dall'amico Luchino Crivelli, Capitano Generale di Giustizia, Gaiazzo prende in disparte Ardizzino appena questo giunge, riesce a convincerlo di non avere abusato di Bianca e trova un'intesa con lui contro quest'ultima, dopo avergli raccontato che a sua volta era stato indotto da lei a promettere la morte dello stesso Ardizzino.
All'arrivo di Bianca, Gaiazzo e Ardizzino si fanno trovare in chiaro atteggiamento di amicizia. Don Pedro, anch'egli invitato, ha sentito i due sparlare di Bianca ed è fremente, ma Ippolita riesce a calmarlo e si dà inizio allo spettacolo.

### Atto quarto
Dopo la festa, Bianca è rientrata nella sua abitazione milanese. Di notte, si sentono grida per la strada. Poco dopo irrompe nella casa don Pedro, sporco di sangue. Egli, innamorato di Bianca, ha ucciso Ardizzino e vorrebbe fare altrettanto con Gaiazzo. Bianca cerca di nasconderlo ma quasi subito si presenta il Crivelli, che trova ed arresta don Pedro e la stessa Bianca, sospettata di complicità.

### Atto quinto
Sacrestia nella cappella del castello di Milano, dove tra gli affreschi vi sono anche quelli ordinati da Bianca stessa quando era sposata col primo marito, e realizzati dal celebre Bernardino Luini. Anche Bianca vi appare ritratta, come donna in preghiera.
Bianca e Pedro sono stati condannati a morte. Bianca si trova sola col Bandello per le ultime preghiere. Il Bandello le propone la fuga, offrendole di allontanarsi travestita da frate domenicano, ma Bianca rifiuta, preferendo morire insieme a don Pedro, il cui gesto d'amore l'ha affascinata.
Bianca viene condotta al luogo dove si eseguirà la sentenza, ma poco prima apprende che don Pedro è riuscito a fuggire, aiutato da un fratello ufficiale che presta servizio al castello. Bianca deve così apprestarsi ad affrontare il carnefice in solitudine.